# محمدآباد کریان
محمدآباد کریان، روستایی از توابع بخش موچش شهرستان کامیاران در استان کردستان ایران است.

## جمعیت
این روستا در دهستان امیرآباد قرار دارد و براساس سرشماری مرکز آمار ایران در سال ۱۳۸۵، جمعیت آن ۳۳۶ نفر (۷۷خانوار) بوده‌است.